# Règle de maçon
Pour les articles homonymes, voir Règle.
 (janvier 2025).
Si vous disposez d'ouvrages ou d'articles de référence ou si vous connaissez des sites web de qualité traitant du thème abordé ici, merci de compléter l'article en donnant les références utiles à sa vérifiabilité et en les liant à la section « Notes et références ».

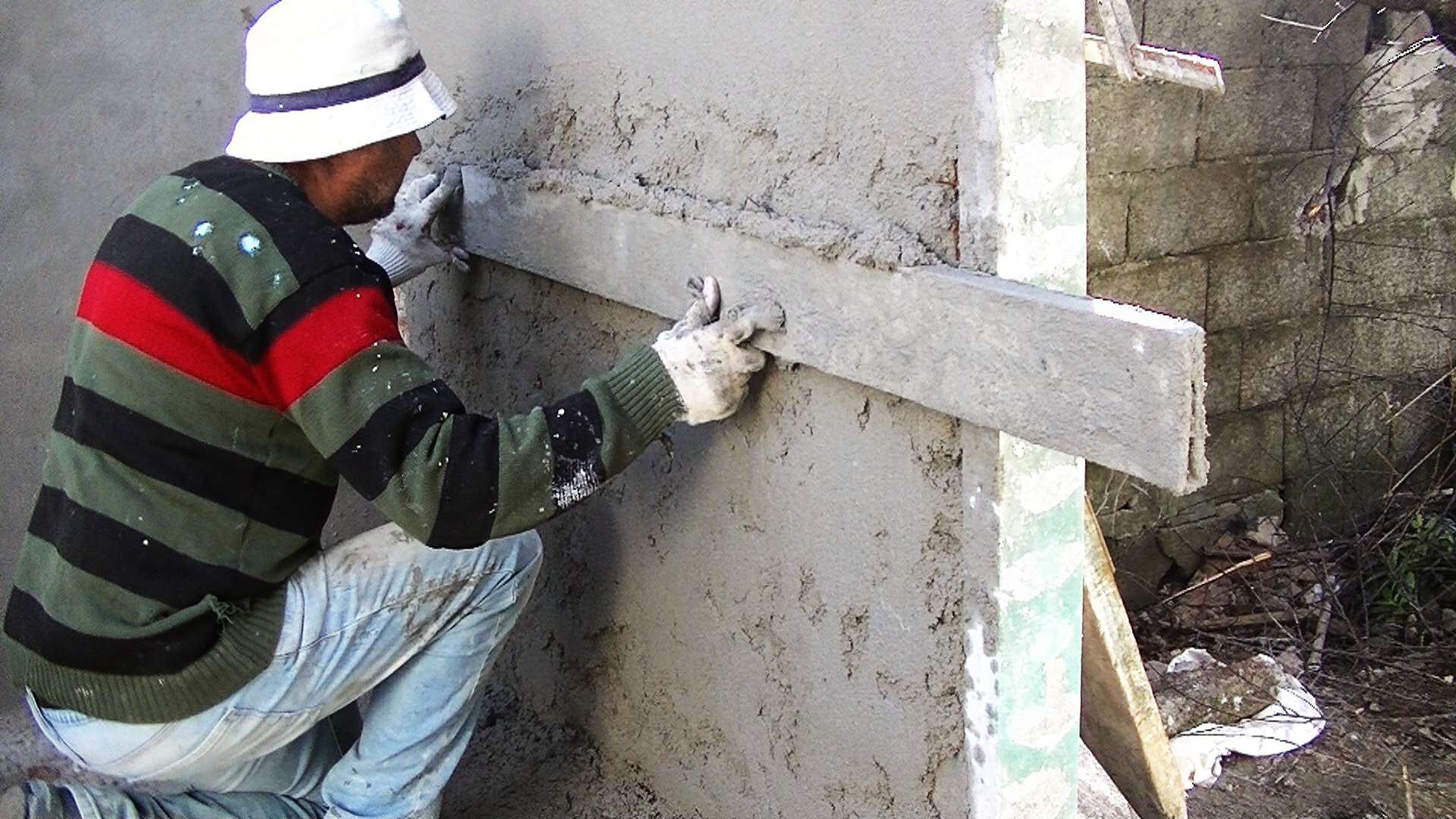
Maçon se servant d'une règle de maçon.

Une règle de maçon est un outil utilisé par plusieurs corps de métiers (maçon, carreleur, plaquiste, etc.).
Elle sert essentiellement à vérifier la planéité du travail effectué ainsi que l'état des supports sur lesquels on doit intervenir.
Généralement d'une épaisseur de 2 centimètres et d'une largeur 10 centimètres, sa longueur varie selon l'usage prévu. Elle est le plus souvent fabriquée en aluminium, un matériau léger. Elle peut aussi être équipée d'un ou de plusieurs niveaux selon les modèles.